# One Atlantic Center
Das One Atlantic Center (vormals IBM Tower) ist ein Wolkenkratzer im US-amerikanischen Atlanta. Das Gebäude hat eine Höhe von 250 Metern und ist damit das dritthöchste der Stadt, nach der 317 Meter hohen Bank of America Plaza und dem 265 Meter hohen SunTrust Plaza. Der Wolkenkratzer verfügt über 50 Geschosse mit einer nutzbaren Gesamtfläche von 102.000 Quadratmetern, die für Büroflächen in Anspruch genommen werden. Neben den Büros finden sich einige technische Einrichtungen zum Betrieb des Gebäudes. Errichtet wurde das One Atlantic Center von 1985 bis 1987. Das Architekturbüro Johnson/Burgee Architects war für die Planung zuständig.
Die Adresse des Gebäudes lautet 1201 West Peachtree Street.